# Isaac de Lagrange
Isaac de Lagrange est un humaniste, traducteur et écrivain français.

## Biographie
Maître de pension à Vendôme, il est auteur d’une Lamentation sur la mort de Henri le Grand, à l’imitation paraphrastique de la Monodie grecque et latine de Frédéric Morel, interprète du roi. C’est, dit l’abbé Goujet, une pièce en vers héroïques, imprimée en 1610, qui finit par un court éloge de Louis XIII. Il existe encore du même : Isaaci Grangæi gymnasiarchæ Vindocinensis commentarii in Decii Junii Juvenalis Aquinatis satiras sexdecim, ad illustrissimum, etc., Cæsarem de Vendôme, Paris, 1614, et Commentaria in Prudentii libros II, contra Symmachum pro ara victoriæ, Paris, 1614, in-8°. Isaac de Lagrange avait aussi traduit de l’italien de Bracciolini la pastorale du Dédain amoureux, qui fut jouée en 1605, au théâtre du Marais, et publiée en 1612.